# Gorliczyna (gromada)
Gorliczyna – dawna gromada, czyli najmniejsza jednostka podziału terytorialnego Polskiej Rzeczypospolitej Ludowej w latach 1954–1972.
Gromady, z gromadzkimi radami narodowymi (GRN) jako organami władzy najniższego stopnia na wsi, funkcjonowały od reformy reorganizującej administrację wiejską przeprowadzonej jesienią 1954 do momentu ich zniesienia z dniem 1 stycznia 1973, tym samym wypierając organizację gminną w latach 1954–1972.
Gromadę Gorliczyna z siedzibą GRN w Gorliczynie utworzono – jako jedną z 8759 gromad na obszarze Polski – w powiecie przeworskim w woj. rzeszowskim na mocy uchwały nr 31/54 WRN w Rzeszowie z dnia 5 października 1954. W skład jednostki weszły obszary dotychczasowych gromad: Gorliczyna i Chałupki ze zniesionej gminy Przeworsk w tymże powiecie; w ramach Zarządzenia Prezydium Wojewódzkiej Rady Narodowej w Rzeszowie z dnia 18 listopada 1954 r. w sprawie ogłoszenia uchwał Wojewódzkiej Rady Narodowej w Rzeszowie z dnia 5 października 1954 r., dotyczących reformy podziału administracyjnego wsi. Dla gromady ustalono 25 członków gromadzkiej rady narodowej.
1 stycznia 1969 gromadę zniesiono, włączając jej obszar do znoszonej gromady Grzęska w tymże powiecie.